# Gregorius van Tallard

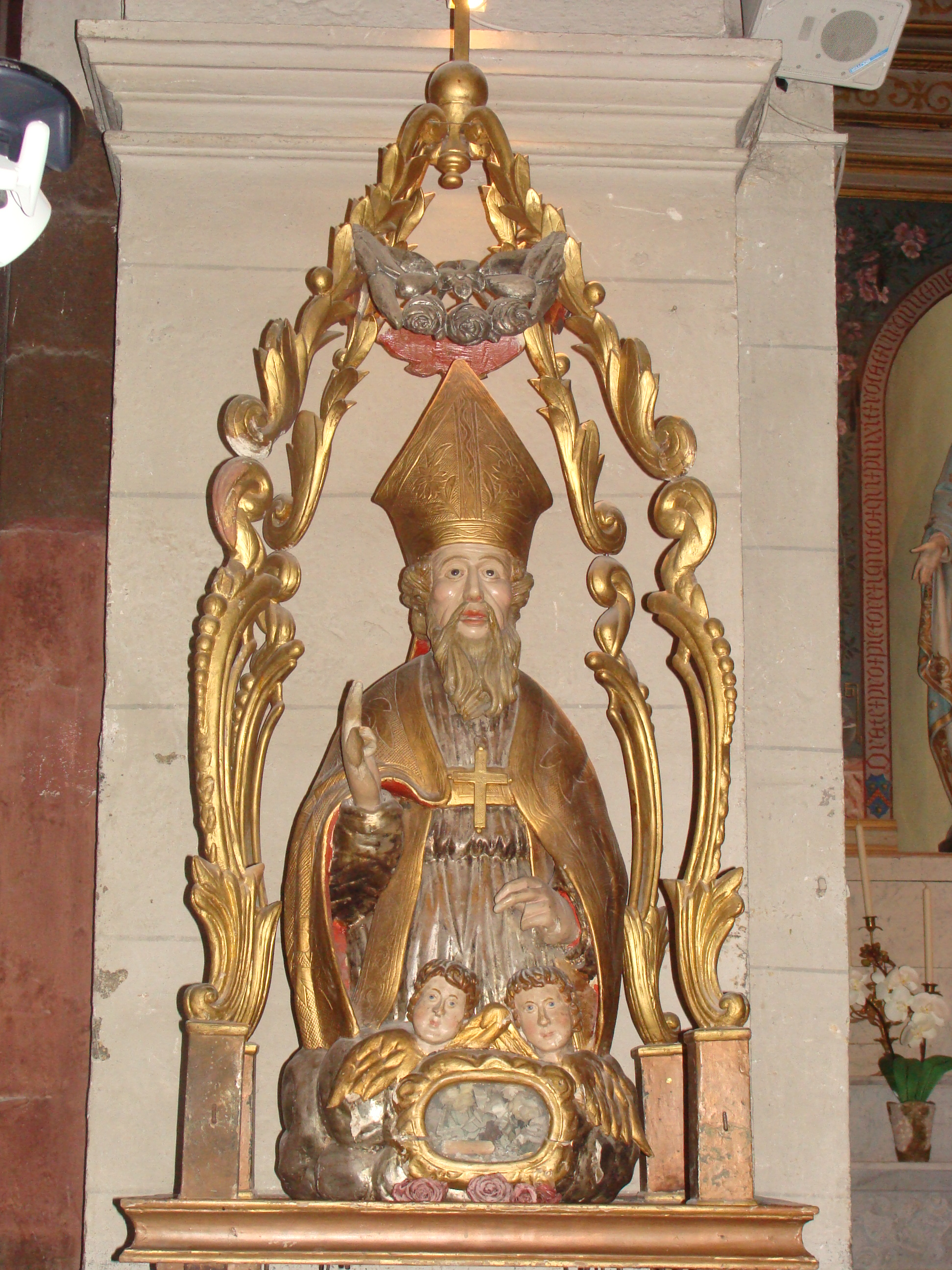
Gregorius van Tallard (houten beeld in de kerk van Tallard)

Gregorius van Tallard is een legendarische Armeense bisschop, die in 404 zou gestorven zijn in Tallard in de Franse Alpen. Als rooms-katholieke heilige wordt zijn feestdag op 21 september gevierd in het bisdom Gap-Embrun.

## Legende
Gregorius werd geboren in Amnice of Avnic, toen een Armeense stad aan de Eufraat. Hij werd bisschop van Amnice maar moest vluchten na de inval van de Perzen in Armenië in 363. Gregorius besloot een bedevaart te ondernemen naar het graf van de apostel Tomas in India. Onderweg probeerde hij de bevolking te bekeren. Hij werd gevangen genomen maar werd weer vrijgelaten nadat hij de zoon van de lokale heer had genezen. Vervolgens vertrok hij op bedevaart naar Jeruzalem. Daar viel hij ziek op het Heilig Graf. Na zijn genezing trok Gregorius naar Rome. Na een ontmoeting met de paus trok Gregorius naar Gallië om Martinus van Tours te ontmoeten. Deze ontmoeting zou hebben plaatsgevonden rond 397. Op zijn terugreis naar Armenië hield Gregorius rond 402 halte in Gap, waar zijn vriend Remedius bisschop was. Hij bleef daar enige tijd om op krachten te komen en samen met Remedius ging hij naar Tallard om daar een kerk in te wijden. Omdat zijn krachten hem in de steek lieten, besloot Gregorius in Tallard te blijven en de bevolking daar te kerstenen. Op 21 september 404 stierf hij daar, na onwel te zijn geworden tijdens een kerkdienst.

## Verering
In de 14e eeuw bestond er al een cultus rond bisschop Gregorius in Tallard en was er een kapel aan hem gewijd. Nadat de parochiekerk van Tallard gewijd aan de heilige Stefanus vernield was tijdens de Hugenotenoorlogen, bouwde men tussen 1640 en 1644 een nieuwe kerk. Men wilde die wijden aan Gregorius, maar deze volksheilige was niet gecanoniseerd. Dit gebeurde alsnog door paus Innocentius X. Zijn feestdag valt op 21 september, zijn veronderstelde overlijdensdatum.
In de kerk Saint-Grégoire kwam er een zilveren buste met daarin relieken van de heilige. Deze buste werd geconfisqueerd na de Franse Revolutie maar de relieken bleven bewaard in Tallard en werd later ondergebracht in nieuw reliekschrijnen: een in de vorm van een buste, een ander in de vorm van een arm. In 1837 verscheen een heiligenleven van Gregorius van Tallard door abbé Nicollet en ook Jean-Irénée Depéry, 19e-eeuws bisschop van Gap, schreef een artikel over de heilige. Richard Duchamblo, pastoor van Tallard in de eerste helft van de 20e eeuw, schreef ook een werk over de heilige en organiseerde een jaarlijkse bedevaart naar de kerk van Tallard voor de Armeniërs uit de streek.

## Afbeeldingen
Schilderijencyclus over het leven van Gregorius door de Italiaanse schilders Amadeo Grassi en Silvestro Millesi in de kerk van Tallard:

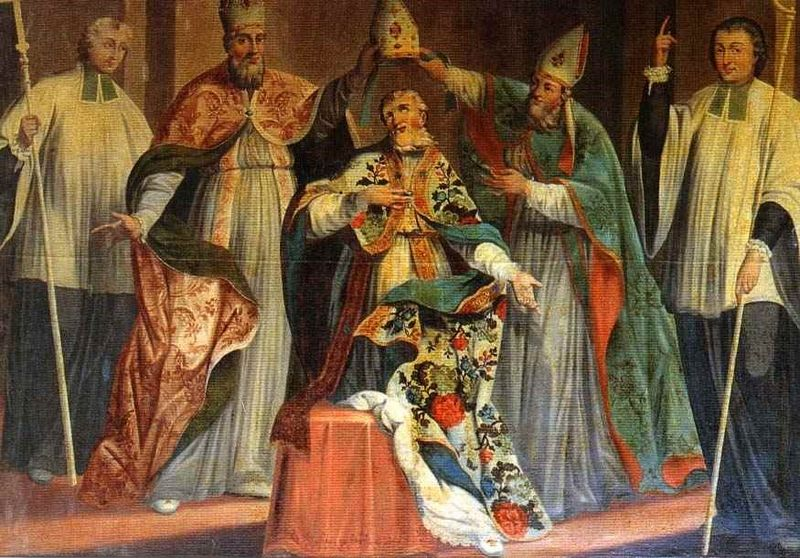
Gregorius tot bisschop gewijd door de aartsbisschop van Caesarea
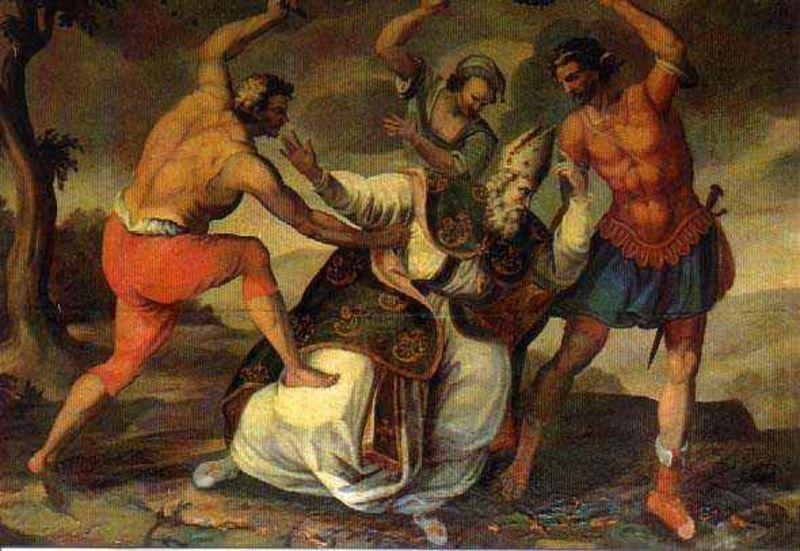
Gregorius geslagen door de barbaren
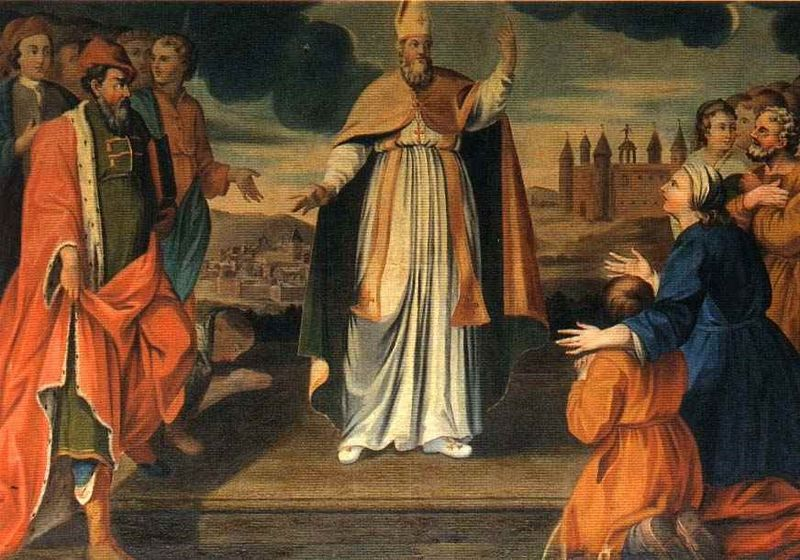
Gregorius op weg naar Jeruzalem
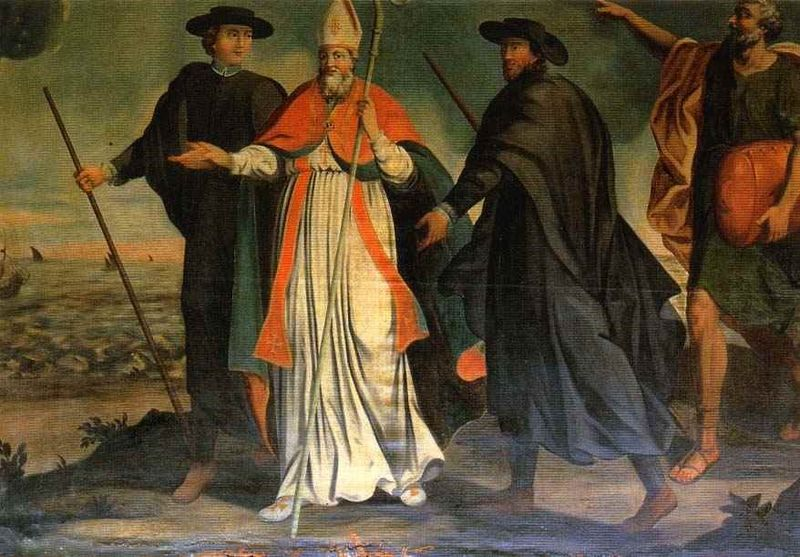
Gregorius komt aan in Tallard
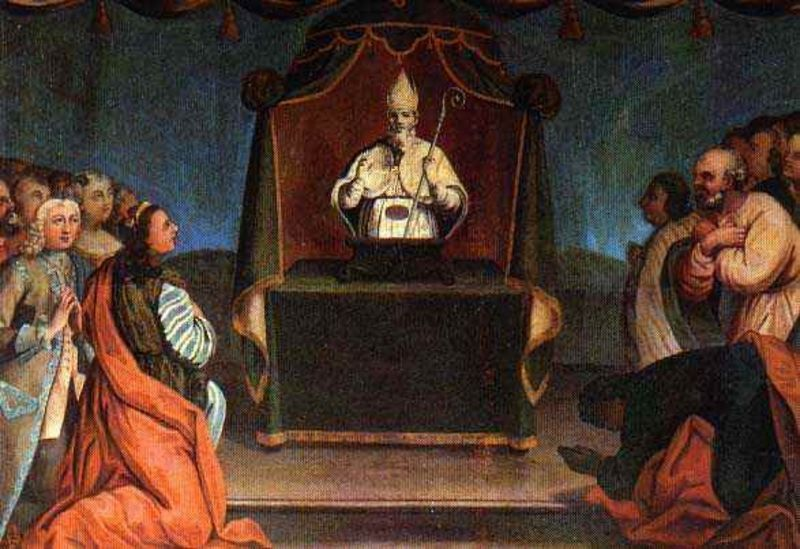
De verering van de relieken van Gregorius door de inwoners van Tallard